# Rattus andamanensis
Rattus andamanensis  (Blyth, 1860) è un roditore della famiglia dei Muridi diffuso nell'Ecozona orientale.

## Descrizione

### Dimensioni
Roditore di medie dimensioni, con la lunghezza della testa e del corpo tra 128 e 185 mm, la lunghezza della coda tra 172 e 222 mm, la lunghezza del piede tra 32 e 36 mm, la lunghezza delle orecchie tra 20 e 25 mm e un peso fino a 155 g.

### Aspetto
La pelliccia è lunga e densa. Le parti superiori sono bruno-arancioni, cosparse di peli nerastri più lunghi, particolarmente sulla schiena, mentre le parti inferiori sono bianco crema, talvolta è presente una chiazza rossiccia sul petto. La linea di demarcazione lungo i fianchi è netta.  Le orecchie sono lunghe. Le vibrisse sono lunghe e spesse. Il dorso dei piedi è ricoperto di piccoli peli bianchi e scuri. La coda è più lunga della testa e del corpo, è uniformemente marrone scura e in alcuni individui ha la punta biancastra. Le femmine hanno 3 paia di mammelle pettorali e 3 paia inguinali.

## Biologia

### Comportamento
È una specie arboricola e notturna.

## Distribuzione e habitat
Questa specie è diffusa nel Subcontinente indiano, in Cina, Indocina ed alcune isole vicine.
Vive in diversi tipi di ambienti forestali fino a 2.000 metri di altitudine. Si trova spesso anche in campi agricoli, boscaglie e negli insediamenti umani.

## Tassonomia
Sono state riconosciute 4 sottospecie:
- R.a.andamanensis: Isole Nicobare: Car Nicobar; Isole Andamane: Andaman Settentrionale, Interview, Andaman Centrale, Long, Henry Lawrence, Havelock, Andaman Meridionale, Piccola Andaman;
- R.a.klumensis  (Kloss, 1916): Isole nella parte settentrionale del Golfo del Siam: Ko Khlum;
- R.a.koratensis  (Kloss, 1919): Nepal orientale, Bhutan, stati indiani del Sikkim, Arunachal Pradesh, Assam, Manipur, Nagaland, Meghalaya, West Bengal; Bangladesh, Myanmar settentrionale e centrale, province cinesi dello Xizang sud-orientale, Guizhou, Guangdong, Guangxi occidentale; Hong Kong; Isola di Hainan; Thailandia settentrionale, Laos, Vietnam, Cambogia sud-occidentale;
- R.a.remotus  (Robinson & Kloss, 1914): Isole lungo la costa sud-oerientale della Thailandia: Ko Kra, Ko Phangan, Ko Samui e Ko Tao.

## Conservazione
La IUCN Red List, considerato il vasto areale, la popolazione numerosa, la presenza in diverse zone protette e la tolleranza alle modifiche ambientali, classifica R.andamanensis come specie a rischio minimo (Least Concern).